# Watertoren (Coevorden)
De watertoren in Coevorden werd in 1914 gebouwd naar ontwerp van J.P. Hazeu. De watertoren staat binnen de vestinggracht in het Van Heutszpark, heeft een hoogte van 32,20 meter en een waterreservoir van 150 m³. Op het dak van de toren staat een windwijzer.

## Geschiedenis
De gemeente Coevorden had in 1913 met het oog op waterwinning een stuk grond in Dalen aangekocht, omdat in Coevorden zelf geen zuiver water kon worden gewonnen. Voor het project moest op het hoogste punt van het Van Heutszpark een ruim 30 meter hoge toren verrijzen. Vanwege de prominente plek besloot de gemeenteraad om niet te bezuinigen op de architectonische kwaliteit en materialen. In 1914 ging de gemeente een lening van 150.000 gulden aan om het project te kunnen financieren. De toren werd ontworpen door de architect J.P. Hazeu en werd gebouwd door het bouwbedrijf N.V. Maatschappij tot Bouw en Exploitatie van Gemeentebedrijven te Utrecht (MABEG). Hazeu ontwierp eerder de watertorens in Assen (1897) en Oldenzaal (1905). In 1915 werd het gebouw geopend.
Tot 1980 was de gemeente eigenaar van het gebouw. In dat jaar werd het verkocht aan de Waterleidingmaatschappij Drenthe, die het gebruik van de toren echter na twee jaar al begon af te bouwen. De waterdruk werd vanaf dat moment gereguleerd met pompstations. In 1992 had de toren volledig haar functie voor de waterleidingmaatschappij verloren. In 1994 werd de watertoren opgenomen als rijksmonument, en in 2004 werd de watertoren grondig gerestaureerd. 
In 2021 werd de watertoren na een bieding verkocht aan een organisatie die er een hotelsuite in wil maken.

## Gevelsteen
Aan de oostzijde van de watertoren, in het basement bevindt zich een gevelsteen met jaartal en de namen van burgemeester Jan Willem van der Lelij en van wethouders P.H. Roos Ozn en J.H. van der Scheer.

## Architectuur en waardering
Een opbouw met gepleisterd basement met schijnvoegen, afzaten boven de plint en een cordonlijst naar de schacht. De in metselwerk uitgevoerde verjongende schacht bevat smalle getoogde vensters met hanekam in rode verblendsteen. De overgang naar het reservoir wordt gemarkeerd door een rondlopend fries van gepleisterde boognissen met in elke windrichting een boogvenster. Het kwarthol uitkragende reservoir is opgebouwd uit elementen van gewapend beton en bevat langwerpige rechthoekige vensters. De toren wordt gedekt door een met zink gedekt tentdak met in de vier windrichtingen een frontonvormige dakkapel en een lantaarn met opengewerkte naald. Op het dak van de toren staat een windwijzer.
De watertoren is van cultuurhistorisch belang als exponent van de ontwikkeling van het voorzieningenniveau, van architectuurhistorisch belang vanwege de specifieke functie en vormgeving alsmede vanwege de regionale zeldzaamheid en de hoge mate van gaafheid en van stedebouwkundigbelang vanwege de beeldbepalende ligging binnen het beschermde stadsgezicht van Coevorden, op de voormalige vestingwallen. De watertoren dicteert zo het stratenpatroon.

## Trivia
In 2008 is de watertoren afgebeeld op een postzegelvelletje van "Mooi Nederland Coevorden".
Assen 
(Troelstralaan en Rolderstraat) ·
Coevorden ·
Hoogeveen ·
Meppel ·
Zuidlaren